# Tijen Onaran

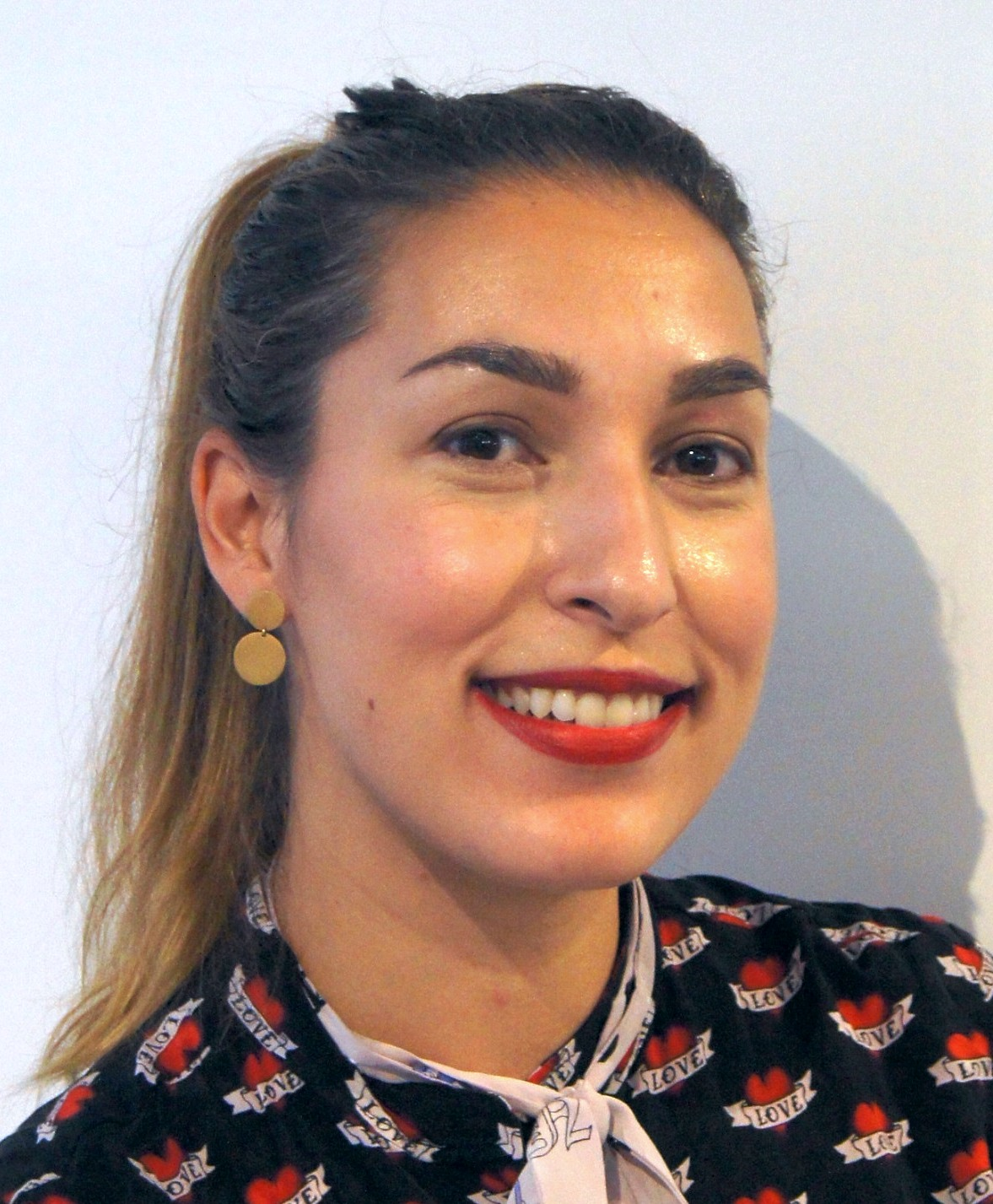
Tijen Onaran (2018)

Tijen Onaran (* 25. März 1985 in Karlsruhe) ist eine deutsche Autorin und Unternehmerin.

## Leben und Wirken
Onaran wuchs als Tochter türkischer Eltern in Karlsruhe auf. Nach dem Abitur absolvierte sie von 2006 bis 2012 das Magisterstudium in Politikwissenschaft, Geschichte und Öffentlichem Recht an der Ruprecht-Karls-Universität Heidelberg.
Onaran kandidierte im Rahmen der Landtagswahl in Baden-Württemberg 2006 für die FDP, in der sie zeitweise Mitglied war, konnte aber kein Mandat erringen. Sie erhielt im Wahlkreis 28 Karlsruhe-West einen Stimmenanteil von 8,7 %.
Von 2007 bis 2011 arbeitete sie für Silvana Koch-Mehrin im Wahlkreisbüro in Karlsruhe. Im Bundestagswahlkampf 2009 war sie Wahlkampfhelferin der FDP. Von 2011 bis 2012 war Onaran im Bundespräsidialamt tätig, zuletzt im Grundsatzreferat für interkulturellen Dialog und Integration.
Im Jahr 2015 startete sie die Initiative Women in E-Commerce. Die Initiative selbst bestand nur ein gutes Jahr, war jedoch das Fundament für Women in Digital. Diese Initiative ist der Vorläufer der Global Digital Women Community, welche sie 2018 ins Leben rief und die heute in Deutschland, in der Schweiz, Österreich und im Vereinigten Königreich branchenübergreifend digitale Gestalterinnen vernetzt.
Für das Handelsblatt war sie von 2018 bis 2020 als Kolumnistin für die Themenfelder Diversität, Digitalisierung und Unternehmertum aktiv. 

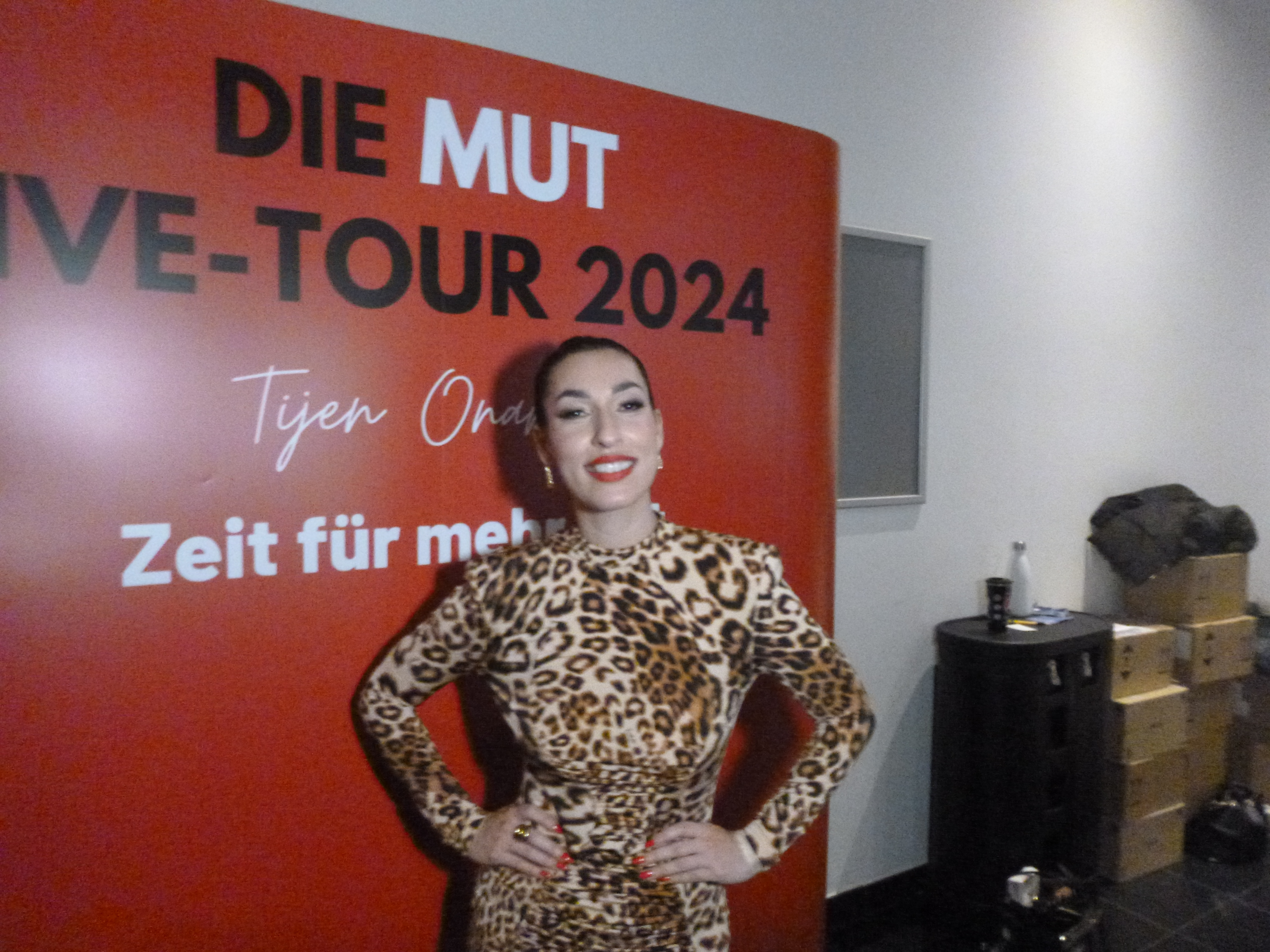
Tijen Onaran (2024)

2023 und 2024 nahm Onaran an der Fernsehsendung Die Höhle der Löwen teil.

## Privates
Tijen Onaran ist seit 2013 mit Marco Duller-Onaran liiert und seit 2016 mit ihm verheiratet. Sie wohnt in München.

## Auszeichnungen
2018 wählte das Wirtschaftsmagazin Capital sie in Deutschlands Top 40 unter 40, Das Manager Magazin wählte sie 2019 zu den 100 einflussreichsten Frauen der deutschen Wirtschaft. Mit „Global Digital Women“ gewann sie Anfang 2020 den deutschen Exzellenzpreis und wurde im gleichen Jahr mit dem Made in Baden Award als Newcomerin ausgezeichnet. Im Januar 2023 wurde ihr der Deutsche Lesepreis für besondere Leseförderung verliehen.

## Kontroversen
Die Teilnahme von Tijen Onaran in der Fernsehsendung Die Höhle der Löwen soll aufgrund ihrer geringen Erfahrung als Investorin bei den anderen Löwen Irritationen ausgelöst haben. Zudem habe sie in der Vergangenheit nur mittlere fünfstellige Beträge investiert.
Im Jahr 2020 hatte Tijen Onaran angekündigt, einen Risikokapitalfonds speziell für Frauen mit einem Volumen von 50 Millionen Euro aufzusetzen. Seit der Ankündigung gibt es dazu keine neuen Meldungen. Anderen Juroren in der Fernsehsendung sei deshalb nicht klar, woher Tijen Onaran das Geld für ihre Rolle als Jurorin nehme, weshalb ihre Teilnahme „wohl eher eine PR-Nummer“ sei.
Das Manager Magazin berichtete im August 2023 über Kritik an Onaran, sie überlagere durch „viel zu viel Eigen-PR und zu viel Show“ die gesellschaftspolitisch sinnvolle Sache Diversität immer mehr durch Kommerzialisierung und nehme sich selbst und dem Thema damit die Glaubwürdigkeit.
Im Juni 2024 veröffentlichte der Business Insider, dass ehemalige und aktuelle Mitarbeiterinnen von Tijen Onaran über schlechte Behandlung und psychischen Druck durch Onaran berichteten und die Atmosphäre in Onarans Unternehmen nicht dem Motto „Female Empowerment“ entspreche.

## Veröffentlichungen
- Die Netzwerkbibel: Zehn Gebote für erfolgreiches Networking. Springer, Wiesbaden 2019, ISBN 3-658-23734-1.
- Nur wer sichtbar ist, findet auch statt. Werde deine eigene Marke und hol dir den Erfolg, den du verdienst. Goldmann, München 2020, ISBN 978-3-442-17867-4 (Mit Register).
  - 있어 보이는 나를 만드는 법 : 나의 강점을 브랜드로 만드는 자기 PR의 기술 (Koreanische Übersetzung). Seoul 2021, ISBN 979-11-5768-721-3.
- Be Your Own F*cking Hero: Trau dich, weil du es kannst! Goldmann, München 2023, ISBN 978-3-442-31727-1.
- mit Dagmar Zimmermann: Be your own f*cking hero workbook Goldmann, München 2024, ISBN 978-3-442-31744-8